# Cilla Fechner

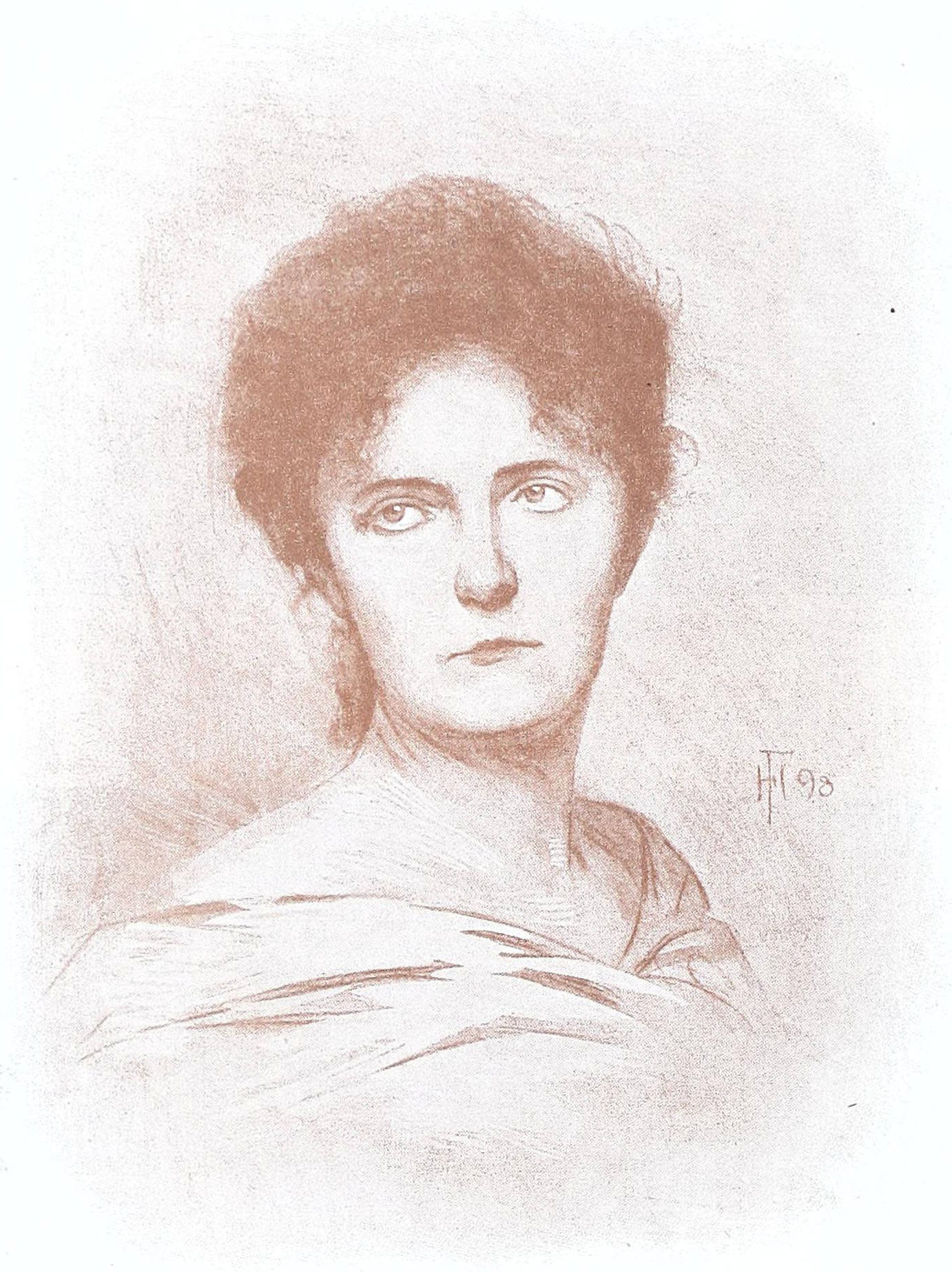
Cilla Fechner. Zeichnung von Hanns Fechner, 1898

Cilla Fechner geb. Reuleaux, verw. Goldstein (* 18. August 1857 in Hottingen bei Zürich als Caecilie Johanna Auguste Reuleaux; Sterbedaten nicht bekannt) war eine deutsche Schriftstellerin. Sie veröffentlichte eine kleine Anzahl von Erzählungen und trat vor allem durch ihren 1897 in der populären Familienwochenschrift Die Gartenlaube publizierten einzigen Roman Einsam hervor. Ihr gesamtes Werk veröffentlichte sie unter dem Pseudonym O. Verbeck.

## Leben
Cilla Reuleaux war die Tochter des deutschen Ingenieurs Franz Reuleaux und seiner Frau Charlotte, geb. Overbeck (1829–1882). Die Mutter stammt aus einer Künstlerfamilie, ihr Großvater war Christian Adolph Overbeck. Cilla Reuleaux wuchs zunächst an ihrem Schweizer Geburtsort und ab 1864 in Berlin auf.
In erster Ehe war sie seit 1880 mit dem Musikschriftsteller und -kritiker Max Goldstein (* 6. Dezember 1850 in Carlsruhe, Schlesien; † 24. April 1884 in Berlin) verheiratet, der von 1874 bis 1880 in New York City gearbeitet hatte und sich danach in Berlin niederließ. Diese Ehe dauerte, weil Goldstein früh starb, nur wenige Jahre.
Auf Anregung von Karl Emil Franzos begann Cilla Goldstein zu schreiben. Ihren Künstlernamen „O. Verbeck“ wählte sie in Anlehnung an den Geburtsnamen der Mutter.
1899 heiratete sie den Berliner Maler Hanns Fechner (1860–1931), der für die Gartenlaube viele Illustrationen lieferte und der u. a. durch sein 1896 entstandenes Porträt des Gartenlauben-Autors Theodor Fontane bekannt wurde. Fechner brachte einen siebenjährigen Sohn, Werner, mit in die Ehe. Cilla Fechner gab nach der erneuten Heirat die Schriftstellerei auf. Aus Berlin übersiedelte das Paar in ein umgebautes Bauernhaus in Mittelschreiberhau im Riesengebirge, wo Cilla Fechner 1915 noch erwähnt wird. Im Mai 1921 heiratete Hanns Fechner ein drittes Mal: die Missionarin Hannah Riehm (1865–1931), die er Anfang 1921 in Schreiberhau kennengelernt hatte – ob als Witwer oder Geschiedener, ist nicht überliefert.

## Veröffentlichungen
- O. Verbeck: Der erste Beste, Die Neuenhofer Klucke, Maria Neander. Grunow, Leipzig 1895.
- O. Verbeck: Allerleihrauh. Tiergeschichten für Kinder. Grunow, Leipzig 1896.
- O. Verbeck: Einsam. In: Die Gartenlaube. Nr. 31–53, 1897.
  - als Buch: O. Verbeck: Einsam. Grunow, Leipzig 1898.